# Odrowąż (województwo małopolskie)
Odrowąż – wieś w Polsce położona w województwie małopolskim, w powiecie nowotarskim, w gminie Czarny Dunajec. Do 1954 roku istniała gmina Odrowąż.
W latach 1975–1998 miejscowość położona była w województwie nowosądeckim.
Odrowąż znajduje się na granicy dwóch regionów geograficznych: Beskidu Orawsko-Podhalańskiego i Kotliny Nowotarskiej.

## Części wsi
| SIMC    | Nazwa      | Rodzaj     |
| ------- | ---------- | ---------- |
| 0421888 | Beskid     | część wsi  |
| 0421894 | Brzeźniaki | część wsi  |
| 1048144 | Dolańska   | część wsi  |
| 0421954 | Gruszkowie | przysiółek |
| 0421902 | Kadłubowa  | część wsi  |
| 1048380 | Kubaki     | przysiółek |
| 0421919 | Osie       | część wsi  |
| 0421925 | Sołtystwo  | część wsi  |
| 0421931 | Za Górę    | część wsi  |
| 0421948 | Zagroda    | część wsi  |
| 1049132 | Zązelówka  | część wsi  |
| 0421960 | Żary       | przysiółek |

## Urodzeni w Odrowążu
- Feliks Gwiżdż, legionista, kapitan rezerwy, dziennikarz, pisarz, poeta, tłumacz, poseł II i III kadencji oraz senator IV kadencji w II RP.
- Małgorzata Jachymiak ps. "Margośka" (1901-1943) - w latach 1935-1939 wójt gminy zbiorczej w Odrowążu, członek Związku Walki Zbrojnej i Konfederacji Tatrzańskiej, w 1942 r. aresztowana przez Niemców, 23 stycznia 1943 r. zamordowana w KL Auschwitz[7].
- Ks. Jan Bielański - organizator i pierwszy proboszcz parafii pw. Św. Brata Alberta w Krakowie-Nowej Hucie, działacz społeczny, laureat Medalu św. Brata Alberta[8][9].

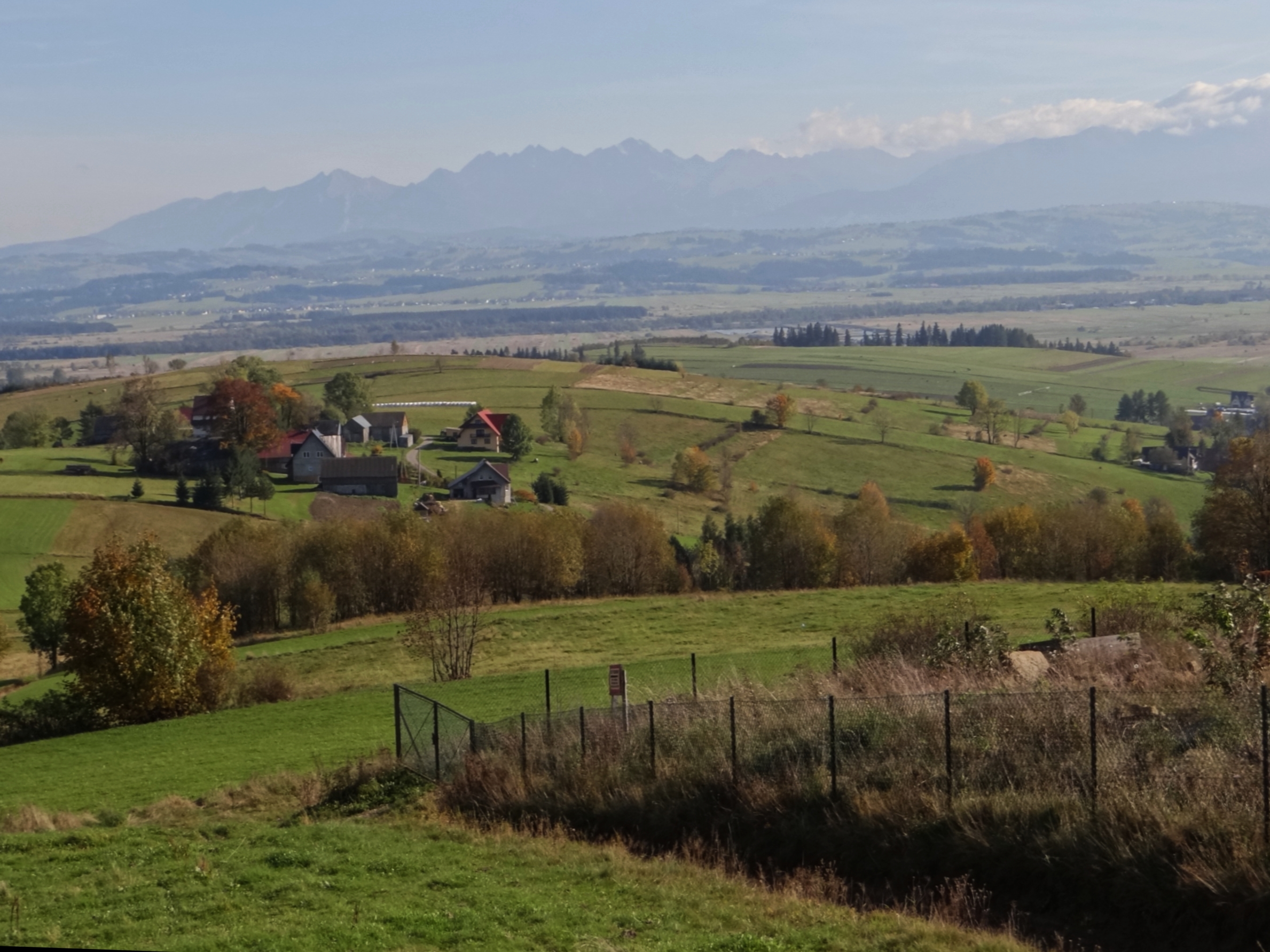
Fragment miejscowości Odrowąż i widok na Tatry